# Khu bảo tồn thiên nhiên nghiêm ngặt Bichvinta-Miuseri
Khu bảo tồn thiên nhiên nghiêm ngặt Bichvinta-Miuseri (tiếng Gruzia: ბიჭვინთა-მიუსერის სახელმწიფო ნაკრძალი) là một khu bảo tồn thuộc huyện Gagra và Gudauta của Abkhazia, Gruzia. Mục tiêu chính của khu bảo tồn là bảo vệ di tích của Bichvinta và hệ động thực vật thuộc địa.

## Địa lý
Khu bảo tồn thiên nhiên nghiêm ngặt Bichvinta-Miuseri nằm trên bờ Biển Đen của Abkhazia và có ba khu vực: Myussera (215 hecta), Lidzava (165 hecta) and Pitsunda (1296 hecta).

## Thực vật
Khu bảo tồn thiên nhiên nghiêm ngặt Bichvinta-Miuseri nổi tiếng với những lùm thông Pitsundian (Pinus brutia var. pityusa). Nơi đây cũng có sự xuất hiện của Buxus colchica, óc chó Kavkaz (Pterocarya fraxinifolia), thanh tùng châu Âu (Taxus baccata), sung Colchic (Ficus colchica), và thị sen là điển hình cho cảnh quan xung quanh biển Địa Trung Hải.